# Aplomyopsis polita
Aplomyopsis polita là một loài ruồi trong họ Tachinidae.